# 민경조
민경조(1971년 8월 21일 ~ )는 대한민국의 前 배우이다. 1991년에 미국 L.A.로 이민을 가 연극 배우로 활동하다가, 이듬해인 1992년에 한국으로 귀국한 후 같은 해에 SBS 2기 공채 탤런트로 정식 데뷔하여 활동했으나, 2014년 부로 은퇴했다.

## 학력
- 서울화곡초등학교 (졸업)
- 성신여자중학교 (졸업)
- 과천여자고등학교 (졸업)
- 안양과학대학교 토목공학과 (졸업)

## 출연 작품

### 드라마/시트콤
- 1992년 SBS 아침드라마 《가을 여자》
- 1992년 SBS 월화드라마 《모닥불에 바친다》
- 1992년 SBS 수목드라마 《궁합이 맞습니다》
- 1992년 SBS 소설극장 《재회》
- 1993년 SBS 월화드라마 《댁의 남편은 어떠십니까?》 - 양미리 역
- 1993년 SBS 청소년드라마 《공룡선생》
- 1994년 SBS 월화드라마 《도깨비가 간다》
- 1994년 SBS 일요아침드라마 《까치네》
- 1995년 SBS 주말극장 《이 여자가 사는 법》
- 1995년 SBS 주말극장 《옥이 이모》 - 임금순 간호사 역
- 1995년 SBS 대하드라마 《장희빈》
- 1995년 SBS 아침드라마 《엘레지》
- 1996년 SBS 토요드라마 《도시남녀》
- 1996년 SBS 드라마 스페셜 《남자 대탐험》
- 1996년 SBS 드라마 스페셜 《8월의 신부》
- 1996년 SBS 드라마 스페셜 《형제의 강》 - 세진 역
- 1996년 KBS1 청소년드라마 《신세대 보고 - 어른들은 몰라요》 75회 : 반쪽의 사랑 편
- 1996년 SBS 대하드라마 《임꺽정》
- 1997년 SBS 월요드라마 《재동이》
- 1997년 SBS 월화드라마 《여자》 - 진혁임 역
- 1997년 SBS 주말특별기획드라마 《아름다운 그녀》
- 1997년 SBS 단막극 《SBS 70분드라마 - 삼십세》
- 1997년 SBS 창사특집드라마 《새끼》
- 1997년 SBS 드라마 스페셜 《화이트 크리스마스》
- 1998년 KBS2 청소년드라마 《신세대 보고 - 어른들은 몰라요》 143회 : 선배위에 후배 편
- 1998년 SBS 일일시트콤 《순풍산부인과》
- 1998년 SBS 주말극장 《사랑해 사랑해》
- 1998년 SBS 일요드라마 《파트너》 - 최이란 역
- 1998년 SBS 드라마 스페셜 《미스터Q》
- 1998년 SBS 일일연속극 《7인의 신부》
- 1998년 SBS 드라마 스페셜 《승부사》
- 1998년 SBS 일일연속극 《미우나 고우나》
- 1999년 SBS 아침드라마 《지금은 사랑할 때》
- 1999년 SBS 일요드라마 《카이스트》
- 1999년 SBS 주말극장 《젊은 태양》
- 1999년 MBC 일일시트콤 《남자 셋 여자 셋》
- 1999년 SBS 드라마 스페셜 《토마토》
- 1999년 SBS 아침드라마 《그녀의 선택》
- 1999년 SBS 월화드라마 《고스트》
- 1999년 SBS 월화드라마 《맛을 보여드립니다》
- 1999년 SBS 일요아침드라마 《달콤한 신부》
- 2000년 SBS 창사 10주년 특별기획 《덕이》
- 2000년 MBC 청춘시트콤 《논스톱》
- 2000년 SBS 드라마 스페셜 《여자만세》
- 2001년~2007년 KBS2 《부부클리닉 사랑과 전쟁》
- 2001년 SBS 아침드라마 《이별 없는 아침》
- 2001년 SBS 주말극장 《아버지와 아들》 - 민규숙 역
- 2001년 SBS 추석특집드라마 《엄마를 찾습니다》
- 2001년 SBS 일일연속극 《이 부부가 사는 법》
- 2001년 SBS 주간단막극 《오픈드라마 남과여》 24회 : 봉 브라더스 편
- 2002년 SBS 일일연속극 《오남매》
- 2003년 SBS 주말극장 《백수탈출》
- 2003년 SBS 일일연속극 《연인》
- 2003년 SBS 주말특별기획드라마 《스크린》
- 2003년 SBS 주간단막극 《오픈드라마 남과여》 114회 : 외사랑 편
- 2003년 SBS 드라마 스페셜 《때려》
- 2003년 SBS 일일연속극 《흥부네 박터졌네》
- 2003년 SBS 드라마 스페셜 《천국의 계단》
- 2004년 SBS 설날특집드라마 《개밥그릇》
- 2004년 SBS 아침드라마 《청혼》
- 2004년 SBS 드라마 스페셜 《형수님은 열아홉》
- 2004년 SBS 월화드라마 《러브스토리 인 하버드》
- 2004년 SBS 드라마 스페셜 《남자가 사랑할 때》
- 2004년 KBS 일일시트콤 《올드미스 다이어리》 - 박현주 역
- 2005년 MBC 주간시트콤 《안녕, 프란체스카》 - 소피아가 우유를 훔치려다 걸린 집 주인 역

### 교양
- 2000년 KBS2 《도전! 지구탐험대》 - 패널

### 영화
- 2006년 《애정결핍이 두 남자에게 미치는 영향》 - 혜정 역
- 2013년 《앵두야 연애하자》 - 벌주선배 역

### 연극
- 2006년 《달맞이 꽃》